# Letzigrund
Letzigrund je nogometni stadion u Zürichu (Švicarska), na kojem utakmice igra FC Zürich. Otvoren je 30. kolovoza 2007. godine.
Jedan je od rijetkih stadiona na svijetu koji je manje poznat po nogometu, a više po legendarnom atletskom mitingu. Stari stadion, koji je otvoren 22. veljače 1925. je u ljeto 2006. sravnjen i za godinu dana je sagrađen današnji stadion: novi, moderniji i ljepši, u obliku školjke za 26 000 gledatelja.
Troškovi izgradnje iznosili su 66,5 milijuna eura (120 milijuna CHF), i dodatnih 3,5 zbog proširenja kapaciteta za Europsko nogometno prvenstvo na 30 000 sjedećih mjesta.
Na ovom stadionu igrale su se tri utakmice Europskog prvenstva, uključujući i derbi nogometnih reprezentacija Francuske i Italije.

## Vanjske poveznice
- Službena stranica